# 洛陽九老會

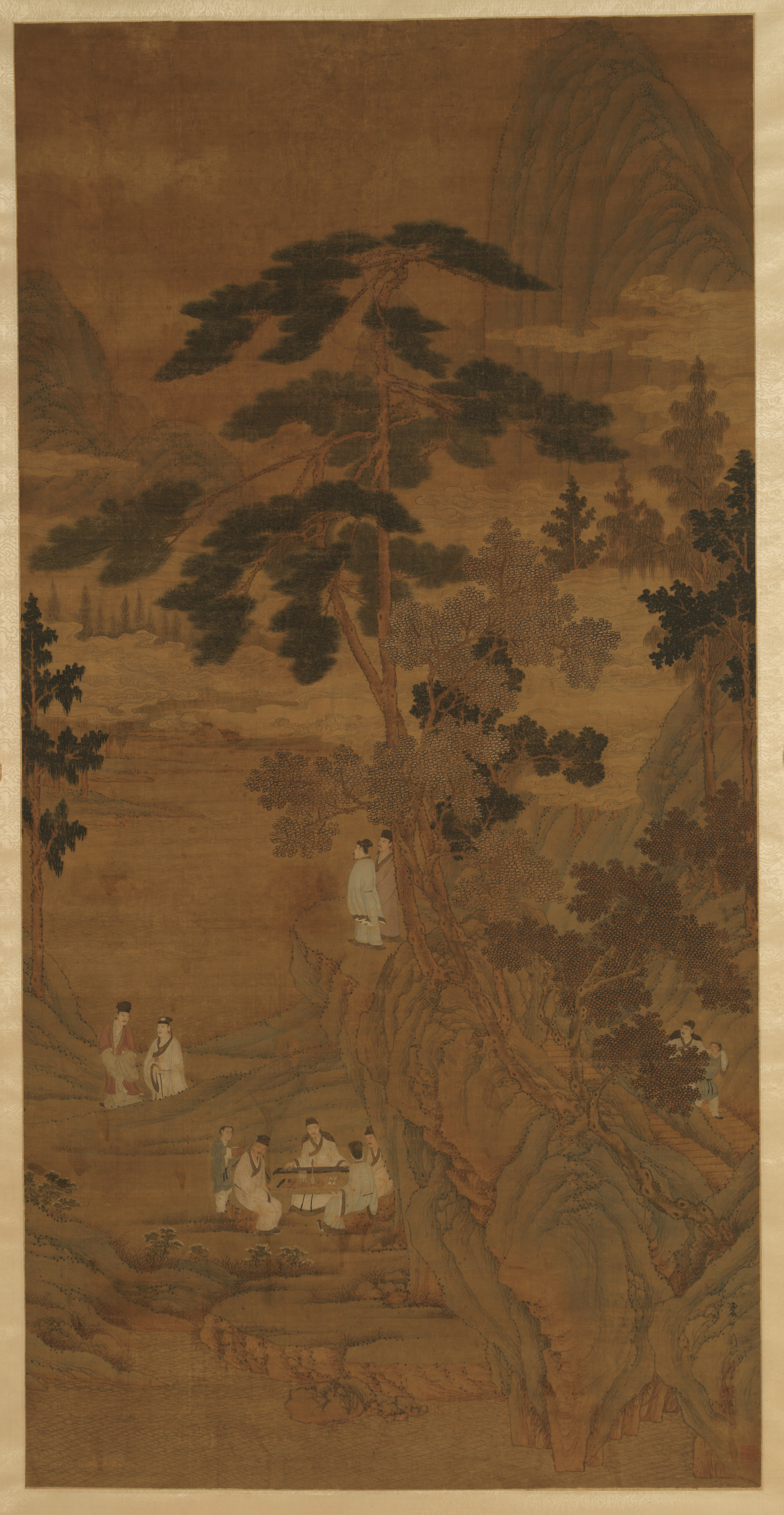
明周臣《香山九老圖》

洛陽九老會，又稱香山九老會，唐代知名詩社，建於洛城龙门寺，白居易所創，有白居易、胡杲、吉旼、郑据、刘真、卢慎、张浑、狄兼谟、卢贞等九人於此吟詩弄月，飲酒賦詩，世稱「香山九老」，今仍存九老畫像。